# Mimnermos
Mimnermos, (grekiska Μίμνερμος, latin Mimnermus) omkring 600 f.Kr., var en forngrekisk lyriker från Kolofon i Mindre Asien. 
Mimnermos betraktades i antiken som den äldste mästaren i kärlekselegin, i vilken han gett ett uttryck åt sin lidelsefulla, men obesvarade kärlek till den sköna flöjtspelerskan Nanno. Han uttrycker också sin skräck inför ålderdomen. 
Med Nannos namn uppkallade Mimnermos även en i två böcker fördelad samling av elegier, som, att döma av de till vår tid komna fragmenten, utmärks genom vek, men djup och innerlig stämning samt konstnärligt fulländad form. 
Mimnermos diktade även politiska elegier, av vilka en skildrade en strid emellan medborgarna i Smyrna och den lydiske konungen Gyges. De bibehållna fragmenten är utgivna av bl.a. Theodor Bergk (i Poetae lyrici graeci, 4:e uppl., 1882).